# Meteorus narangae
Meteorus narangae är en stekelart som beskrevs av Jinhaku Sonan 1943. Meteorus narangae ingår i släktet Meteorus och familjen bracksteklar. Inga underarter finns listade i Catalogue of Life.